# Reckange-sur-Mess

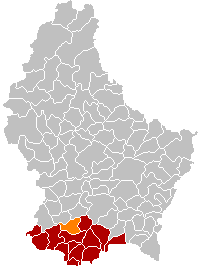
Reckange-sur-Mess markerad med orange i karta över Luxemburg

Reckange-sur-Mess är en kommun i kantonen Esch-sur-Alzette i Luxemburg. Antalet invånare är 2 245. Arean är 20,4 kvadratkilometer.

## Kommundelar
- Ehlange-sur-Mess
- Limpach
- Pissange
- Roedgen
- Wickrange